# Monti De Long

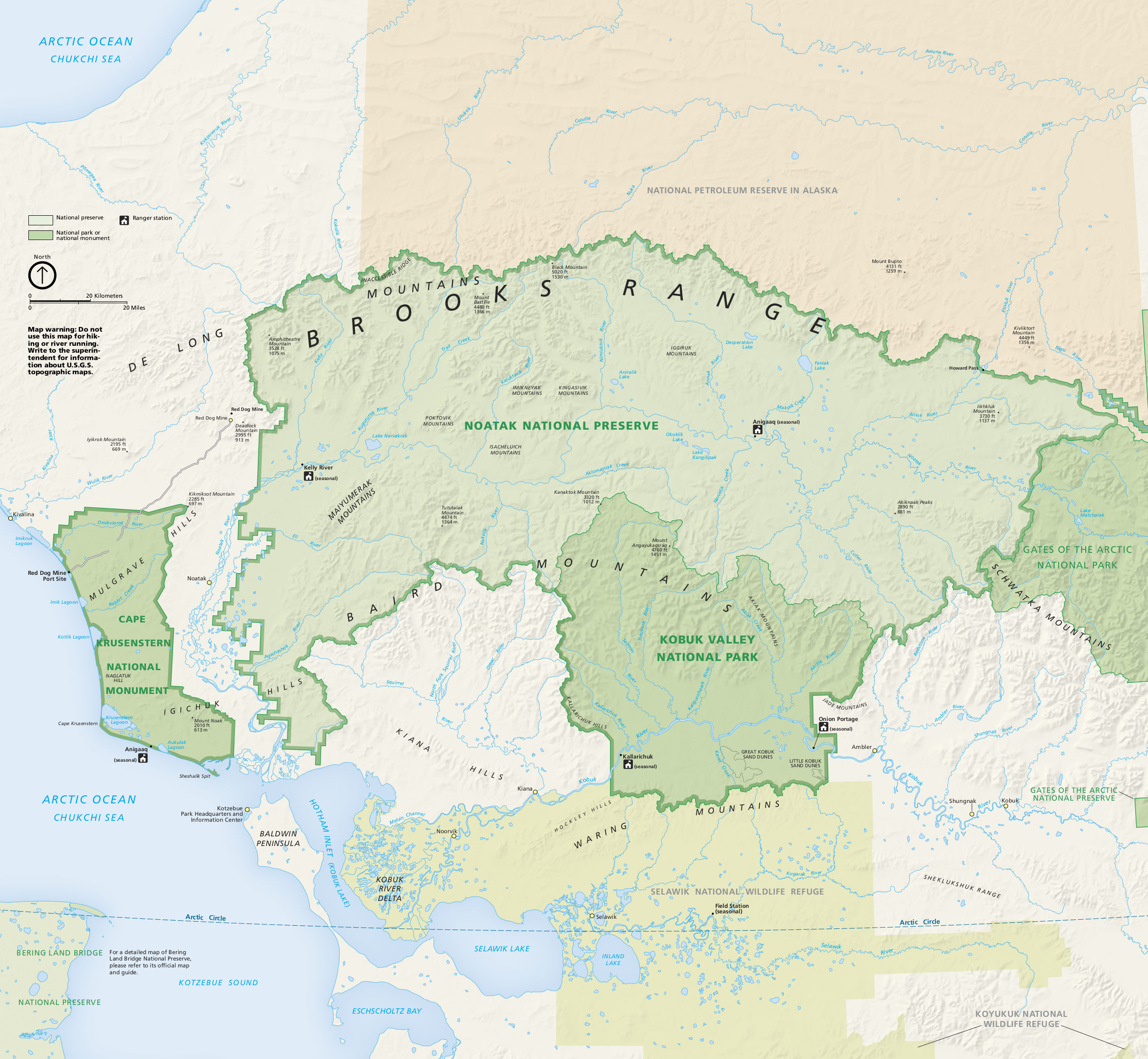
Mappa della «Riserva nazionale di Noatak». A sinistra i Monti De Long.

I Monti De Long (in inglese De Long Mountains) sono una catena montuosa del Nord America settentrionale. Si trovano nel Borough di North Slope, in Alaska.
Hanno preso il nome, nel 1886, in onore dell'esploratore artico George Washington De Long (1844–1881).

## Descrizione
La catena montuosa si trova all'estremità occidentale dei Monti Brooks e si estende per circa 240 km a ovest dal torrente Uivaksak e dalla sorgente del fiume Kuna, termina a circa 50 chilometri dalla costa del Mare dei Ciukci. A sud è delimitata dal fiume Noatak, che scorre a ovest tra i monti De Long e i monti Baird più a sud. La cima più elevata è la Black Mountain (1530 m).
Il fianco meridionale dei monti De Long si trova quasi interamente all'interno della «Riserva nazionale Noatak». Nell'estremo sud-ovest dei monti Baird si trova la Red Dog Mine, la più grande miniera di zinco del mondo.